# Niedermiebach
Niedermiebach ist ein Ortsteil der Gemeinde Much im Rhein-Sieg-Kreis.

## Lage
Niedermiebach liegt im oberen Wahnbachtal an der Bundesstraße 56. Nachbarorte sind Drabenderhöhe im Nordosten, Oberdorf im Südwesten und Obermiebach im Nordwesten.

## Geschichte
1901 hatte das Dorf 66 Einwohner. Verzeichnet waren die Haushalte Witwe Adolf Behr, Joh. Peter Büth, Joh. Peter Kaltenbach, Wilhelm Kaltenbach, Wilhelm Schneider, Anna Maria Steeger, Joh. Steimel, Witwe Peter Stommel und Peter Josef Thelen. Fast alle waren von Beruf Ackerer bis auf den Gastwirt Peter Kaltenbach und den Schneider Thelen.

## Dorfleben
Es gibt eine Dorfgemeinschaft. Diese restaurierte den Dorfplatz mit Heiligenstock, nimmt mit einem Wagen am Erntedankfest teil und stellt im Dezember einen Dorfweihnachtsbaum auf.